# 瀬田廃寺跡

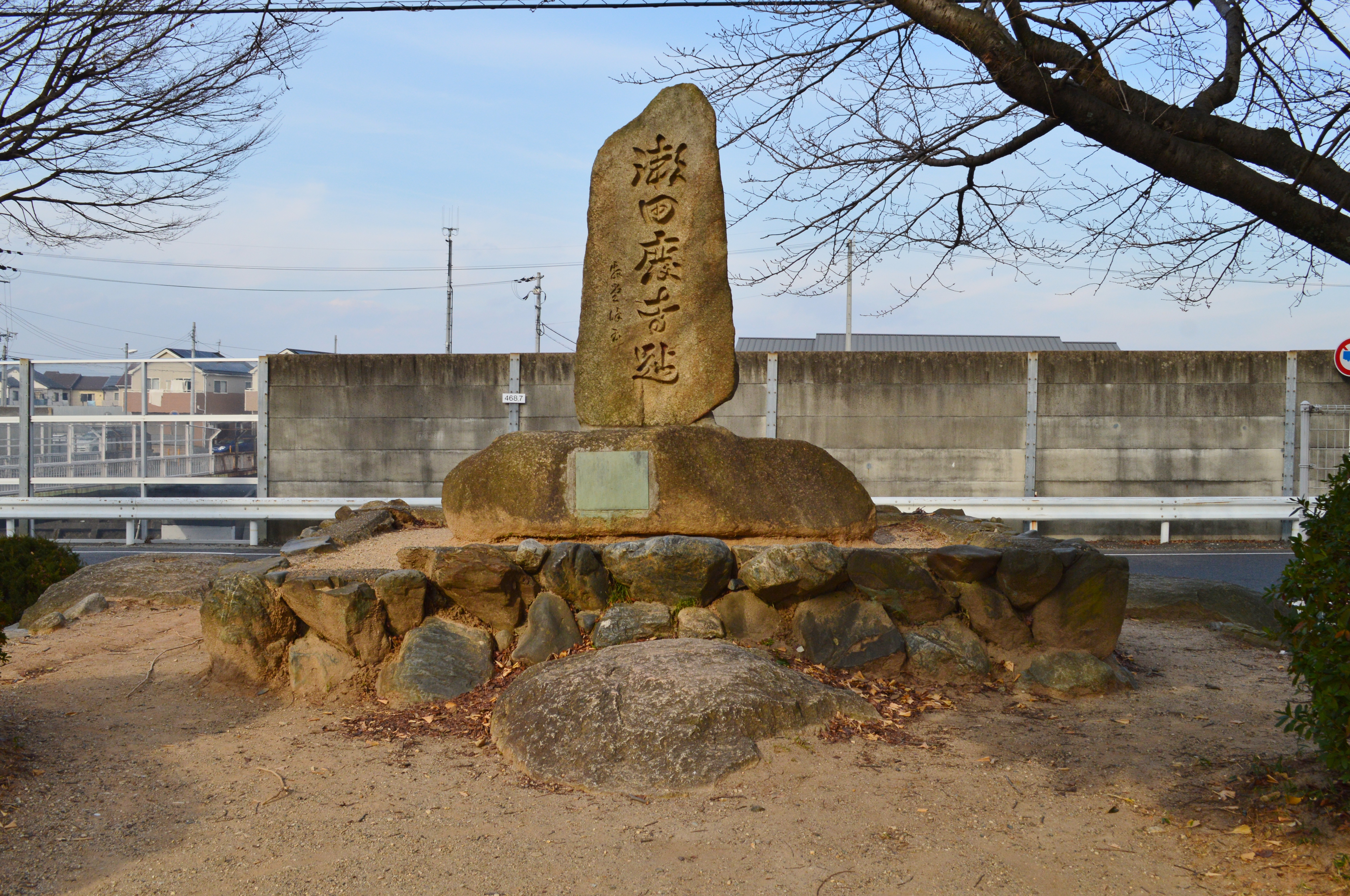
瀬田廃寺趾碑

瀬田廃寺跡（せたはいじあと、桑畑廃寺跡）は、滋賀県大津市野郷原（のごはら）・神領（じんりょう）にある古代寺院跡。史跡指定はされていない。
近江国分寺跡（前期近江国分僧寺跡）に比定する説が知られる。

## 概要
滋賀県南部、瀬田川東岸の瀬田丘陵から延びる低位段丘上に位置し、北方には近江国庁跡（国の史跡）が立地する。現在は寺域北寄りを名神高速道路が横断し、1959年（昭和34年）の高速道路建設工事の際および2000年度（平成12年度）以降に発掘調査が実施されている。
伽藍は四天王寺式伽藍配置とされ、奈良時代から平安時代頃までの存続と推定される。近江国府跡との立地関係などから、国昌寺に移行する前の近江国分寺跡に比定する説が知られる。
現在は塔基壇部分を遺存し、付近は野郷原公園として整備されている。

## 遺跡歴
- 1959年（昭和34年）、名神高速道路建設に伴う発掘調査。塔跡・金堂跡・僧房跡・回廊跡の検出（滋賀県教育委員会）[2]。
- 2000・2004年度（平成12・16年度）、発掘調査。講堂跡の検出[2]。
- 2006年度（平成18年度）、発掘調査。推定南大門跡の検出（大津市教育委員会）[2]。

## 伽藍

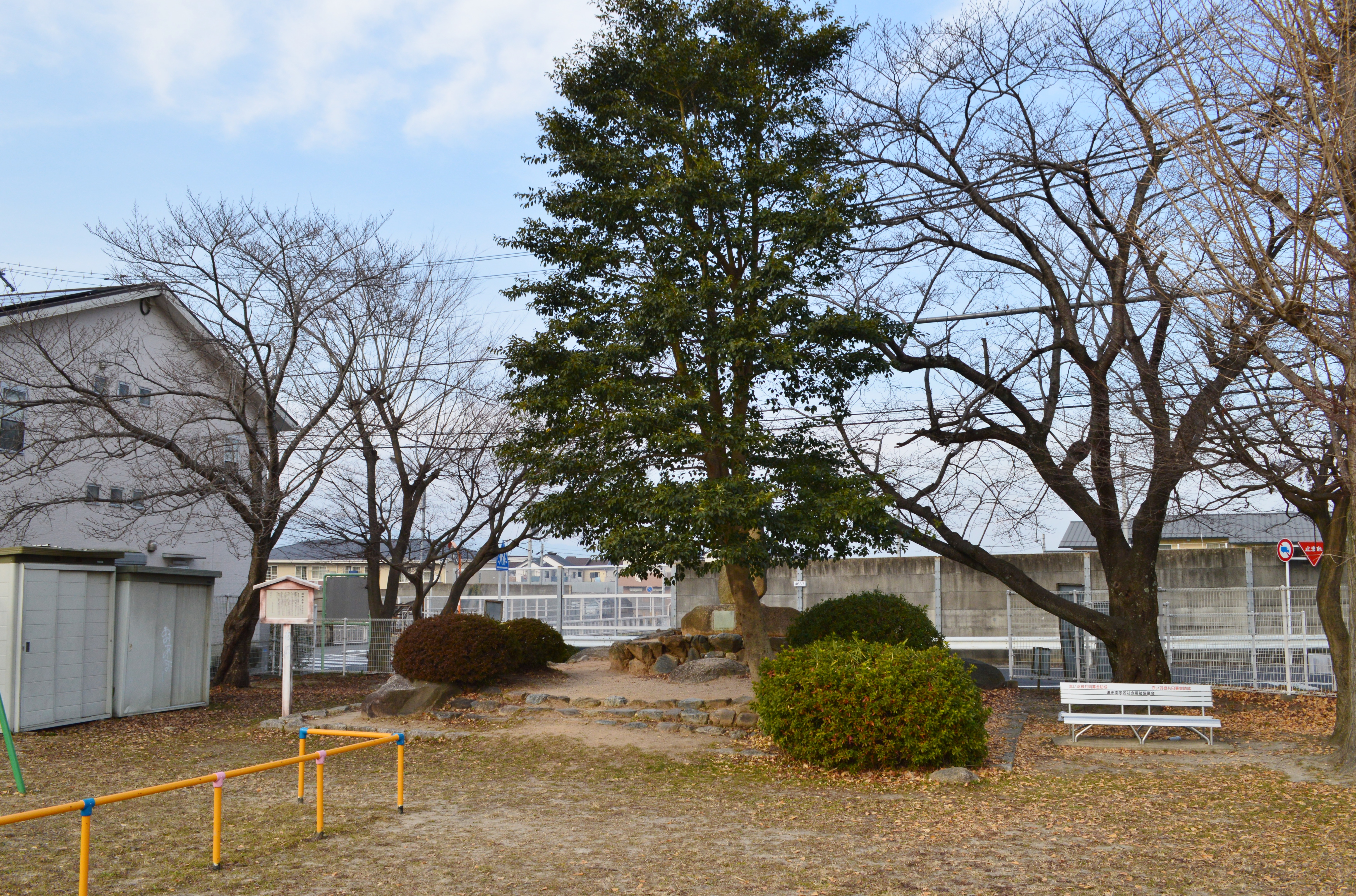
塔跡後背に名神高速道路（金堂跡と重複）。

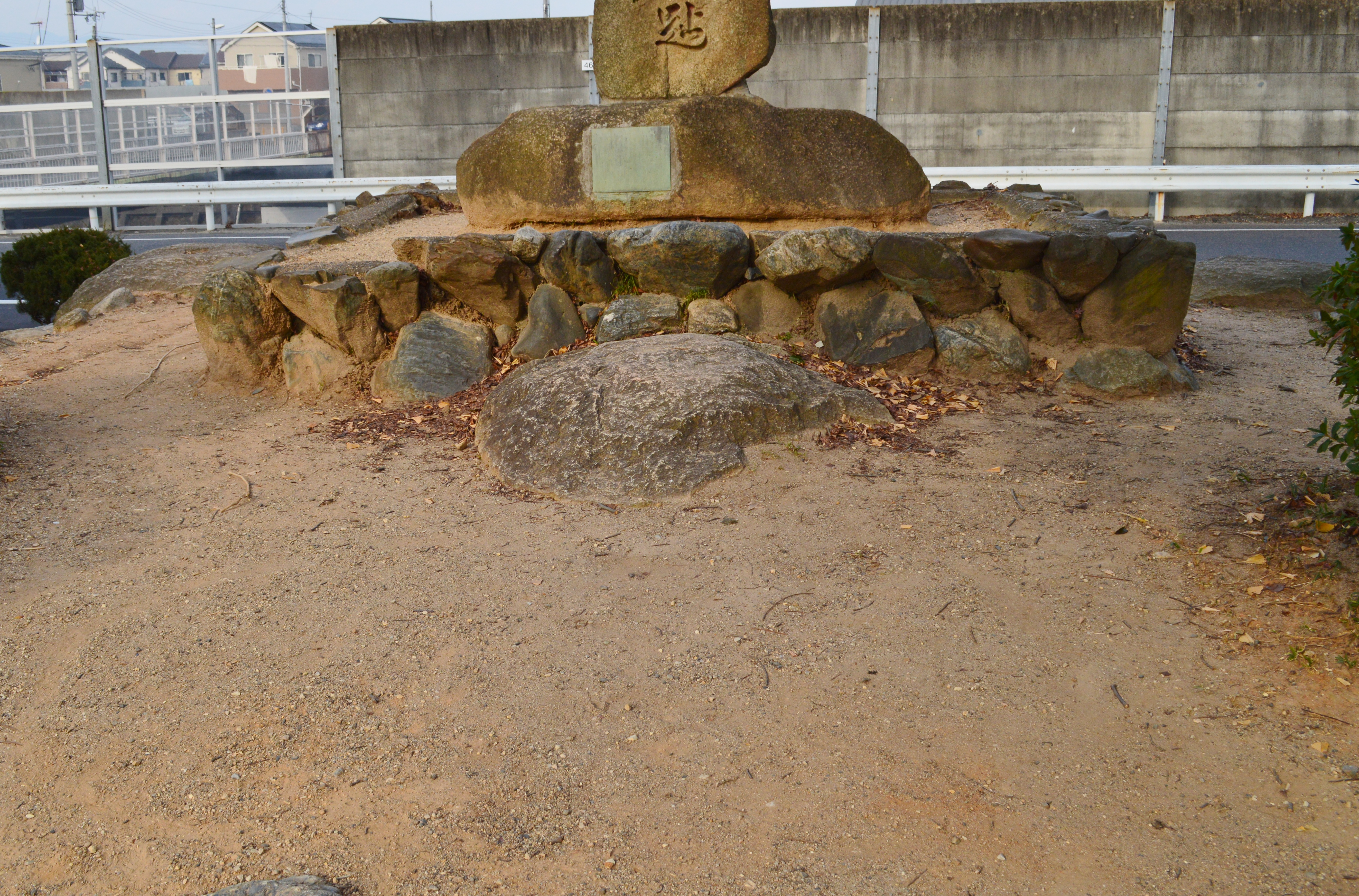
塔基壇上面 中央に塔心礎、左上・右上に礎石。

寺域は近江国府の西辺の真南に位置する。主要伽藍として塔・金堂・講堂が南から一直線に配される四天王寺式伽藍配置と見られ、他に回廊・僧房も認められる。伽藍の主軸線は近江国庁と同様に南北方向からわずかに東に傾く。遺構の詳細は次の通り。
金堂
本尊を祀る建物。基壇は瓦積基壇で、東西30.16メートル・南北18.7メートルを測る。現在は名神高速道路の建設により失われている。
塔
金堂の南側に位置する。基壇は瓦積基壇で、一辺12.96メートルを測る。礎石として心礎含む5個のみが残存し、四天柱を持たない特異な構造になる。現在は名神高速道路の南側に残り、基壇・礎石が保存されている。
講堂
経典の講義・教説などを行う建物。金堂の北方に位置する。現在は名神高速道路の北側に残る。
僧房（僧坊）
僧の宿舎。金堂の東西両側に位置する。基壇は瓦積基壇。僧房南側には回廊の接続が認められている。
門
塔の真南37メートルに位置する。礎石は失われているが、発掘調査では礎石の抜き取り穴が検出されている。桁行（東西）3間の大型の八脚門と推定され、中央柱間は5.1メートル、両脇間は4.5メートルを測る。左右には築地塀が取り付くため南大門と推定されるほか、掘立柱建物から礎石建ち建物へと改造されたと推測される。
築地塀
寺域を区画する塀。塀の両側には雨落ち溝（幅約3メートル）を有する。
以上のほか、塔の南西方では井戸2基が検出されている。また調査によれば、塔のみが焼失し、平安時代に再建されたことが認められている。
寺域では古くから多量の瓦の出土も知られており、瓦の様相などより奈良時代から平安時代頃にかけての存続と推定される。
- 塔基壇上面
中央に塔心礎、左上・右上に礎石。

## 考証
瀬田廃寺の性格について文献上では明らかでないが、近江国分寺跡に比定する説が古くから知られる。近江国分寺について、『日本紀略』では延暦4年（785年）に火災で焼失し、弘仁11年（820年）に国昌寺（跡地は瀬田川西岸の大津市光が丘町付近）がその機能を代替するよう定めたと記されており、瀬田廃寺が近江国分寺であるとすればその焼失前の国分寺（前期近江国分僧寺）の遺構と想定される。
前期近江国分僧寺に比定する説の根拠としては、次の点が挙げられる。
- 正中2年（1325年）の『叡山末寺領注文』に「勢多国分寺敷地」の記載（勢多（瀬田）の古代寺院は瀬田廃寺のみが認められる）[2]
- 近江国府域の西辺真南に位置する点[1]
- 伽藍の推定南大門が格式ある規模である点[2]
- 伽藍の焼失痕が認められる点[3]
- 近江国府跡や国府関連遺跡で見られる流雲文縁軒丸瓦が出土した点[3]
- 南西方の野畑遺跡から「国分僧寺」銘の墨書土器が出土した点[3][2]

以上の一方、『叡山末寺領注文』の「国分寺」の記載は「勢多にある寺院」であるか「勢多に領地を有する寺院」であるか明白でないとされる。また伽藍の焼失についても、焼失が認められたのは塔のみでそれも平安時代に再建されているため、瀬田廃寺を前期近江国分僧寺に比定するには疑問点も残されている。
なお前期近江国分僧寺に関しては、他に紫香楽宮跡内裏野地区（甲賀市信楽町）の寺院跡に比定する説がある。

## 関連文献
（記事執筆に使用していない関連文献）
- 「瀬田廃寺発掘調査報告」『滋賀県史蹟調査報告 第12冊』滋賀県教育委員会、1961年。